# Id［イド］ -Rebirth Session-
『id［イド］ -Rebirth Session-』（イド リバース セッション）は、root nukoより2010年1月29日に発売された18禁アドベンチャーゲーム。

## 概要
キャラメルBOXに所属していた夕燈とびが代表を務めるroot nukoの処女作品。キャラメルBOXに所属していたアマクラが原画を、同人サークルであるnukoの代表を務めている川石幸宏がシナリオを手がけている。
主人公である長谷川士郎の視点とその他のキャラクターによる三人称視点が入れ替わりながら多面的な視点で物語が展開していく。主人公パートでは会話文が画面下のフレーム内に表示されるアドベンチャーモードで進行するが、三人称パートでは文章の全体が見渡せるように画面全体に文字が表示されるノベルモードで進行する。
予約特典として設定資料や書き下ろし漫画が収録された「id［イド］ アマクライラストブック」が配布された他、初回版には「id［イド］ -Rebirth Session- オリジナルサウンドトラック"そこからの朝"」が同梱された。
2010年12月7日に美少女☆クオリティよりNTTドコモとソフトバンクモバイルの携帯電話向けゲームアプリの配信が開始され、2011年1月7日からはApp StoreよりiPhone、iPod touchおよびiPad版も配信されるようになった。
2011年1月28日よりギュッと!とDMMにてダウンロード販売が開始された。
2016年11月24日にエンターグラムよりPlayStation Vita版が発売。

## ストーリー
廃れた港町の裏通りに佇む一軒のバーへ、人生に絶望した12名の男女が集まる。12名の男女は、集会と称して目的を伏せられたままクルーザーに乗せられて無人島へ送られ、絶海の孤島という閉鎖空間（クローズド・サークル）を舞台として起こる奇怪な事件を経て、連鎖する疑念と恐怖の果てに救いか報いのいずれかを見ることとなる。

## 登場人物
長谷川 士郎（はせがわ しろう）
本作の主人公である探偵で、じょびさんという愛猫とともに探偵事務所を構えている。対人関係のいざこざを嫌っており迷い猫の捜索を主な業務にしている。
片瀬 桜（かたせ さくら）
声 - 風音
士郎が懇意にしていた旧友の妹で、士郎に失踪した兄の捜索を依頼した少女。明るく人懐っこい性格をしており、初対面の士郎とも直ぐ打ち解けることができた。士郎のことを探偵さんと呼び信頼をよせている。
雨宮 希沙（あまみや きさ）
声 - 如月葵
集会の参加者でフリーターをしている少女。元々は成績優秀な優等生あったが、高校を中退して自堕落な生活をおくっている。他人に無関心なニヒルな性格をしているが根は真面目。
橘 雫（たちばな しずく）
声 - 金松由花
集会の参加者で自傷癖と自殺願望のある少女。引っ込み思案な性格で、他人とコミュニケーションをとるのが苦手。
氷室 紗江（ひむろ さえ）
声 - 遠野そよぎ
集会の参加者の少女で父親に連れられてバーに通っていた。表情の変化は乏しいが、並外れた洞察力で人の感情の機微を読むことが出来る。
西園寺 鏡子（さいおんじ きょうこ）
声 - 桃井いちご
集会の参加者の女性。平穏や退屈を嫌い変化や刺激を求めており、危険な状況ですら楽しんでいるようにも見える。
佐伯 義男（さえき よしお）
声 - 桜坂幸平
集会の参加者で常にサングラスをかけている男性。口数も少なく、意図的に周囲から距離をとっている。
岩谷 淳二（いわたに じゅんじ）
声 - 本多啓吾
集会の参加者で男性陣の中では最年少の青年。何事に対しても物怖じしない性格をしている。
久世 裕也（くぜ ゆうや）
声 - ルネッサンス山田
集会の参加者で医師免許を持っている研修医。責任感が強く、率先してリーダーシップを発揮するタイプの人間。
辻 美輪子（つじ みわこ）
声 - 名取亜紀
集会の参加者で女性陣の中では最年長。参加者の中では珍しく穏やかな物腰で人当たりの良い人物。
氷室 雄大（ひむろ ゆうだい）
声 - 牙羽猛獅
集会の参加者で紗江の父親。有名企業の元重役で、自己顕示欲が強く虚勢を張っている。
平林 進（ひらばやし すすむ）
声 - 天然才
集会の参加者で大学に籍を置いている学生。神経質な性格で感情的になりやすい。
蒲生 昭三（がもう しょうぞう）
声 - 桜坂幸平
集会の参加者で男性陣の中では最年長。舞台の演出家として著名な存在であるが、近年は表舞台から遠ざかっていた。
??
バーの主人。仮面をかけている。
リリア
声 - 甲賀美月
PS Vita版に登場。士郎の妹。

## スタッフ
- 企画・シナリオ：川石幸宏
- 原画・キャラクターデザイン：アマクラ
- 音楽：渋谷昌樹
- ムービー：iki

## 音楽
PC版主題歌
そのさきに
歌：komaki
作詞・作曲：渋谷昌樹
PS Vita版主題歌
リリア
歌：甲賀美月